# Oabius uleorus
Oabius uleorus är en mångfotingart som beskrevs av Chamberlin 1916. Oabius uleorus ingår i släktet Oabius och familjen stenkrypare. Inga underarter finns listade i Catalogue of Life.